# 筋トレが最強のソリューションである
筋トレが最強のソリューションである（きんトレがさいきょうのソリューションである）は、2016年に上梓されたTestosteroneの著書である。

## 概要
筋トレの素晴らしさ、意義などを177の格言として掲載した本である。一般読者の人物がtwitterで本の内容を画像付きでツイートし、それが拡散しヒット。めざましテレビなどでも取り上げられ、発売から約8ヶ月後の2016年9月から売り上げを急激に伸ばした。
2017年2月には玄田哲章がナレーションを務めたオーディオブックも発売されている。

## シリーズ本
超 筋トレが最強のソリューションである
「筋トレが最強のソリューションである」の第2弾。久保孝史との共著。前作と同じスタッフが2年ぶりに再結集して制作された。著者のTestosteroneと現役のスポーツ科学研究者がタッグを組み、 筋トレ＝最強のソリューションを科学的エビデンスで実証している。
漫画イラストは福島モンタによるもの。
筋トレ×HIPHOPが最強のソリューションである
Testosteroneと日本のヒップホップMCである般若による対談方式で制作された。これまでのシリーズ通り格言も載せられ、堀口恭司、リーチマイケル、木村ミノル、小見川道大の筋トレ哲学も掲載されている。
この本の制作と同時にTestosteroneの発案により、筋トレ専用アルバム『IRON SPIRIT』が般若名義で制作され、音源ダウンロードカードが付属した。同年12月19日にコンセプト・アルバムとして『IRON SPRIT』をCDとしてもリリースしている。般若が本アルバムの楽曲を制作してから、それに合わせ本の内容を精査し、対談やインタビューに参加してもらうアスリートを選定したという。アルバムはジムに行く前・筋トレ中・筋トレ終了後の3構成となっているが、この構成を考えたのはTestosteroneである。
| #   | タイトル                                                        | 作詞                                         | 作曲                    | 編曲 |
| --- | --------------------------------------------------------------- | -------------------------------------------- | ----------------------- | ---- |
| 1.  | 「黙ってやれ」                                                  | 般若                                         | SPACE DUST CLUB         |      |
| 2.  | 「覚悟」                                                        | 般若                                         | RYUUKI BEATZ            |      |
| 3.  | 「人間をきわめろ」                                              | 般若                                         | Mine-Chang              |      |
| 4.  | 「オレの前に来て言え feat.AK-69」                               | 般若, AK-69                                  | TRAMPBEATS              |      |
| 5.  | 「ワンモアレップ feat.SHINGO★西成, Young Hastle & DJ FILLMORE」 | 般若, SHINGO★西成, Young Hastle, DJ FILLMORE | Lil’Yukichi             |      |
| 6.  | 「Skit[合コン]」                                                |                                              |                         |      |
| 7.  | 「Workout (Remix) feat.般若&SHINGO★西成 / Young Hastle」        | Young Hastle, 般若, SHINGO★西成              | DJ ATSUSHI              |      |
| 8.  | 「ノーペイン ノーゲイン」                                       | 般若                                         | RYUUKI BEATZ            |      |
| 9.  | 「Skit[憧れ]」                                                  |                                              |                         |      |
| 10. | 「OSHIRI」                                                      | 般若                                         | CHIVA from BUZZER BEATS |      |
| 11. | 「裏切り」                                                      | 般若                                         | dubby bunny             |      |
| 12. | 「Hate me now」                                                 | 般若                                         | TRAMPBEATS              |      |
| 13. | 「大丈夫」                                                      | 般若                                         | GROUND-LINE             |      |

アルバムの楽曲に客演で参加したAK-69、SHINGO★西成、Young Hastle、DJ FILLMOREも本の中での対談に参加している。